# Artère pudendale externe profonde
Pour les articles homonymes, voir Artère pudendale externe.
L'artère pudendale externe profonde (ou artère honteuse externe inférieure ou artère honteuse externe sous aponévrotique de Poirier ou artère honteuse externe profonde de Paturet) est une artère qui nait dans le membre inférieur au niveau de la cuisse et qui vascularise la région inguinale et la région génitale.

## Origine
L'artère pudendale externe profonde nait de la face médiale de l'artère fémorale sous l'origine de l'artère pudendale externe superficielle. C'est la dernière branche de l'artère fémorale commune avant la naissance de l'artère profonde de la cuisse.

## Trajet
L'artère pudendale externe profonde passe devant la veine fémorale et sous la crosse de la veine saphène interne.
Elle perfore l’aponévrose au bord externe du muscle long adducteur et se distribue par ses rameaux inguinaux à la peau et aux nœuds lymphatiques de la région inguinale.
Chez la femme elle vascularise les grandes lèvres par les rameaux labiaux antérieurs et chez l'homme les téguments du scrotum par les rameaux scrotaux antérieurs.

## Images supplémentaires

Schéma des artères issues des artères iliaques et fémorales externes.